# Howard Rumsey
Pour les articles homonymes, voir Rumsey.
Howard Rumsey, né le 7 novembre 1917 à Brawley, en Californie, et mort le 15 juillet 2015, est un contrebassiste de jazz américain. C'est un représentant du Jazz West Coast.

## Biographie
Howard Rumsey débute dans le big band de Stan Kenton dont il est le premier bassiste, à la création de l'orchestre en 1941. Au début des années 1950, il dirige un ensemble de jazz qui se produit tous les dimanches après-midi  au Lighthouse Café, à Hermosa Beach. Le groupe devient les Lighthouse All-Stars et voit passer l'essentiel des musiciens du West Coast. Une série de disques, enregistrés sous le nom de Howard Rumsey's Lighthouse All-Stars pour Contemporary Records, témoigne de cette activité avec la présence de Bob Cooper, Bob Enevoldsen, Bud Shank, Claude Williamson, Stu Williamson, Conte Candoli, Frank Rosolino, Herb Geller, Jack Costanzo, Jimmy Giuffre, Milt Bernhart, Shelly Manne, Shorty Rogers, Stan Levey.

## Discographie partielle

### Comme leader
- 1962 : Jazz Structures - Howard Rumsey's Lighthouse All-Stars (Philips)

## Sources
- Courte biographie sur le site Allmusic.com